# 신호 효과
신호 효과(信號效果, 영어: signalling/signaling effect)는 경제학에서 정보 비대칭 상황(모든 사람이 똑같이 정보를 가지고 있지 않은 상황)에서, 더 많은 정보와 더 강력한 경쟁력을 가진 사람이 자신의 우월성을 드러낼 목적으로 특정한 수단을 사용할 때 나타나는 효과를 말한다.
즉, 신호 효과는 차별화 전략의 일종으로, 자신의 우월성을 간단하게 드러내기 위한 수단으로 볼 수 있다.

## 예시
- 서로 다른 품질의, 겉보기는 같은 차량이 존재하는 경우

소비자가 구매하고자 하는 자동차에 대한 정보를 정확히 알 수 없는 상황이 존재한다. (정보 비대칭 상황)
두개의 자동차 회사(편의상 A, B로 칭함)는 서로 다른 품질의 자동차를 생산한다. A는 B에 비해 우수한 품질의 차량을 생산하나 소비자는 이를 확인 할 수 없다.
이때, A 회사는 B 회사에 비해 우월한 품질을 드러내기 위해 일종의 품질보증 을 실시 할 수 있다. 즉 [폐차까지 모든 고장 무상수리]와 같은 행사를 실시 한다.
단, 이때 품질보증 은 B 회사가 실행할 수 없는 종류의 것이어야 한다. 즉 [폐차까지 모든 고장 무상수리]라는 품질보증이 A회사의 차량은 높은 품질 덕분에 고장이 발생할 확률이 0에 가깝기 때문에(=추가비용이 거의 없기 때문에) 가능한 반면, B 회사의 차량은 낮은 품질 때문에 고장이 잦아(=품질보증 시행시 높은 추가비용이 발생하기 때문에) 품질보증을 실행할 수 없을 때에만 이와같은 품질보증이 신호 효과를 가질수 있다.
- 공작새의 경우

공작색의 수컷이 가지는 장식 꼬리 깃털의 경우, 크고 화려할수록 생존에는 불리한 특성이 된다. 즉 크고 화려한 장식 꼬리 깃털을 가지고 성체까지도 살아 남았다는 것은 그와 같은 장애 요인을 흡수 할 수 있을만큼 우월한 능력(=유전자)를 보유했다는 신호 효과를 발생시킨다.

## 같이 보기
- 인상 관리